# 约瑟夫·希尔德克劳特
约瑟夫·希尔德克劳特（德語：Joseph Schildkraut；1896年3月22日—1964年1月21日），是一位奥地利裔美国演员，曾凭借电影《左拉传》获奥斯卡最佳男配角奖。之后凭借《安妮日记》提名金球獎最佳戲劇類電影男主角。